# Кам'яниця Лизогубів
Кам'яниця Лизогубів — пам'ятка архітектури XVII століття, найстаріша мурована житлова будівля Лівобережної України. Розташована у смт. Седнів Чернігівської області. Як пам'ятка архітектури національного значення має охоронний № 863/1.

## Опис
Кам'яниця є одноповерховою мурованою на підвалі будівлею. Розташована у центрі Седнева в парку садиби Лизогубів на краю високого правобережного плато річки Снов. Неподалік від будівлі міститься Воскресенська (Різдва Богородиці) церква.
Пам'ятка архітектури прямокутна в плані, витягнута з півночі на південь, симетрична, п'ятикамерна. За своєю розпланувально-просторовою структурою є розвитком традиційного типу українського народного житла — хати на дві половини. Розпланувальна система анфіладна. Кімнати перекрито циліндричними та зімкненими склепіннями з розпалубками. Будинок був житловим, про що свідчать збережені рештки пічного опалення. В стінах є численні ніші, що мали як господарське, так і конструктивне призначення. Напівпідвальний поверх за розплануванням ідентичний першому, з тією лише відмінністю, що під ґанком улаштовано тайник — прямокутну камеру з двома нішами.
Будинок має високий цоколь і високий щипцевий дах із трикутними фронтонами на причілках. Стіни розчленовано глибокими арковими віконними нішами й завершено помірним карнизом. Будинок муровано з цегли на вапняно-піщаному розчині, потиньковано і побілено. Дах по дерев'яних кроквах укрито покрівельною сталлю.

## Історія
Споруджено будівлю у 1690 році на території садиби чернігівського полковника Якова Лизогуба за його замовленням тією ж артіллю майстрів, яка в той же час зводила седнівську церкву Різдва Богородиці. Первісно дах був укритий ґонтом. У другій чверті XIX століття замість ґанку на головному фасаді збудовано укріплену контрфорсами вежу з ґотичними вікнами, завершену смугою декоративних машикулів та зубців-мерлонів. Такою кам'яницю змалював у 1846 році Тарас Шевченко, котрий гостював у тодішнього власника садиби Андрія Лизогуба. У вересні 1930 року пам'ятку детально дослідив і обміряв пам'яткознавець Стефан Таранушенко. Будинок частково зруйновано в 1941-1943 роках під час Другої світової війни. Реставрацію завершено у 1967 році.
Після реставрації (1967 р.) в кам'яниці було відкрито пивний бар, що дуже обурило громадськість. Через деякий час бар закрили, а будівлю залишили без господаря, що призвело до її зубожіння: було вибито вікна, зірвано підлогу та двері.
У 2001 році кам'яницю було відреставровано силами ВАТ "ЕК «Чернігівобленерго» на честь десятиріччя незалежності України.

## Галерея

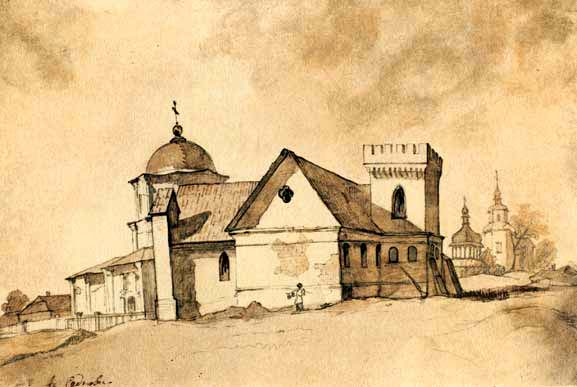
Т. Г. Шевченко, сепія, 1846 р.
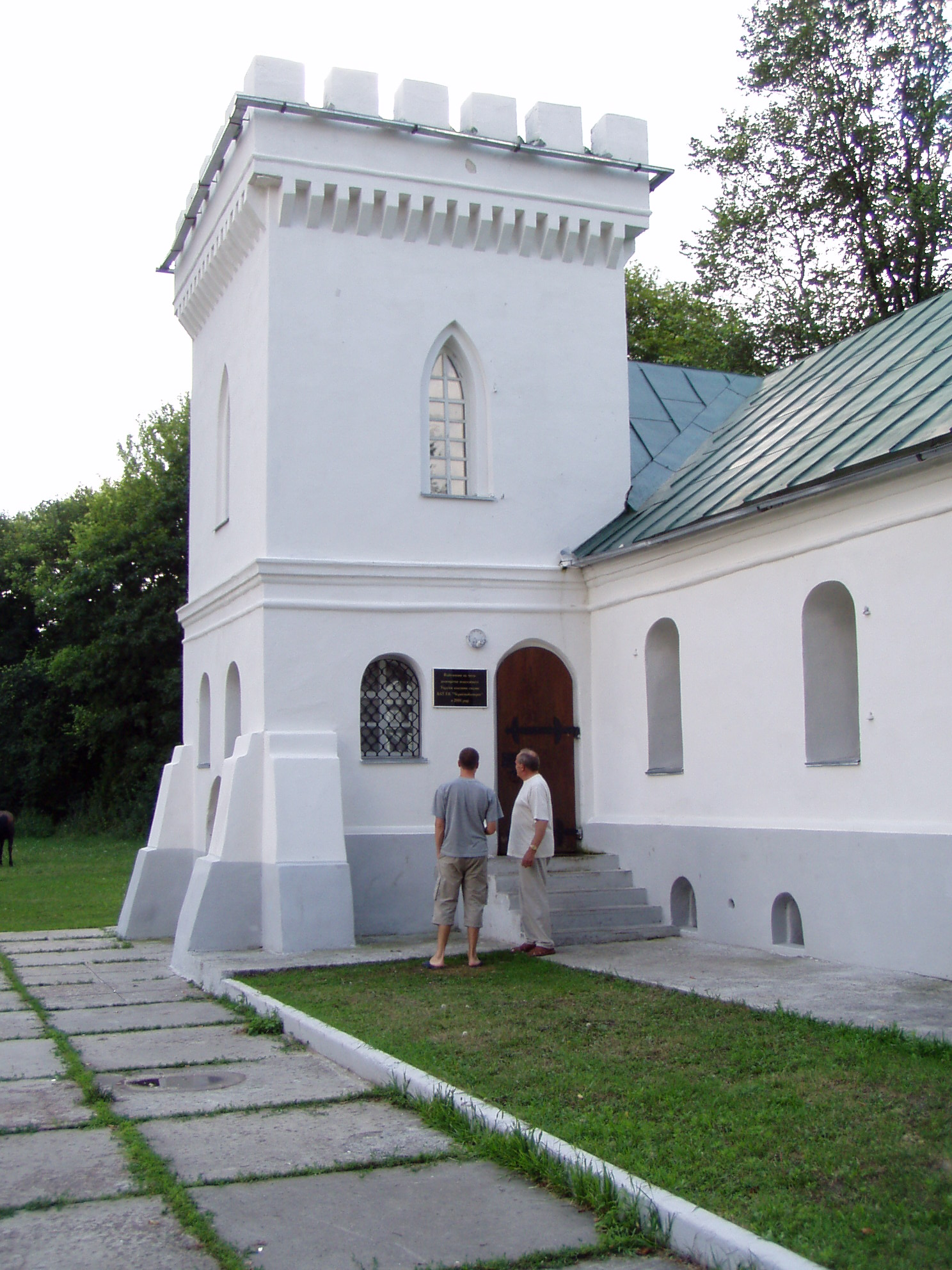
Кам'яниця Лизогубів
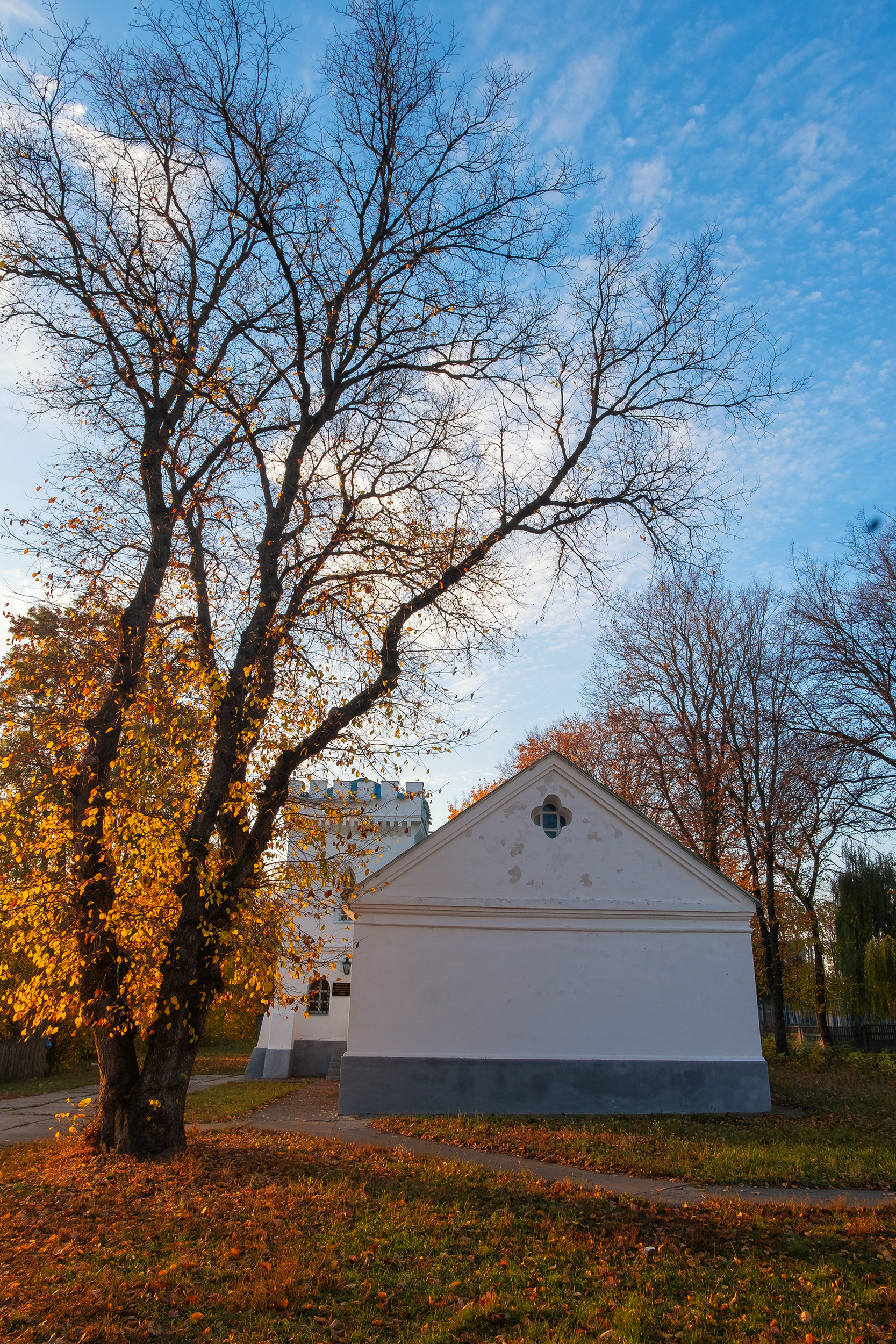
Ранок біля Кам'яниці Лизогубів
Реконструкція первісного вигляду кам’яниці